# Veen (Altena)

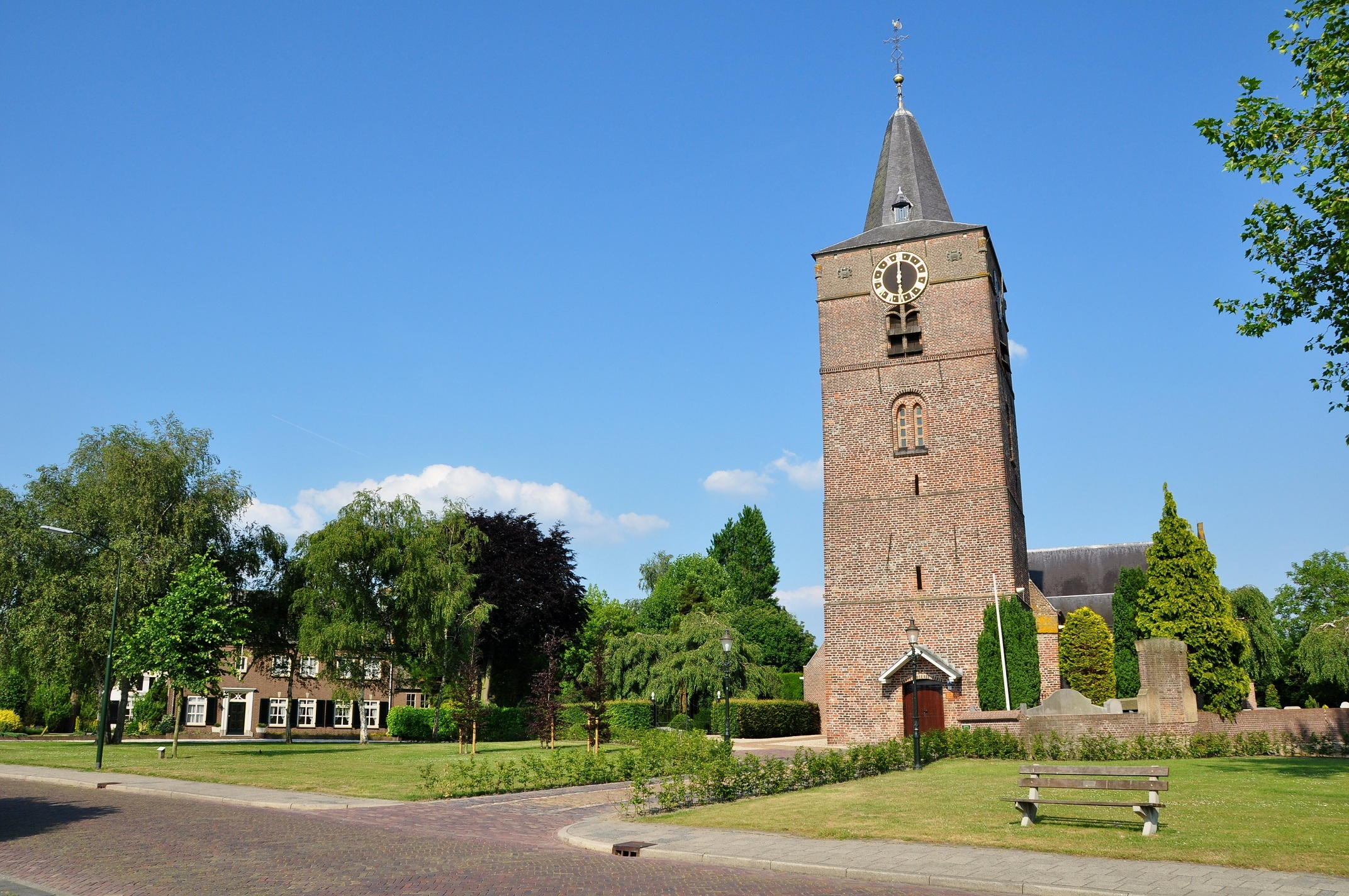
Centrum van Veen met Nederlands Hervormde kerk.

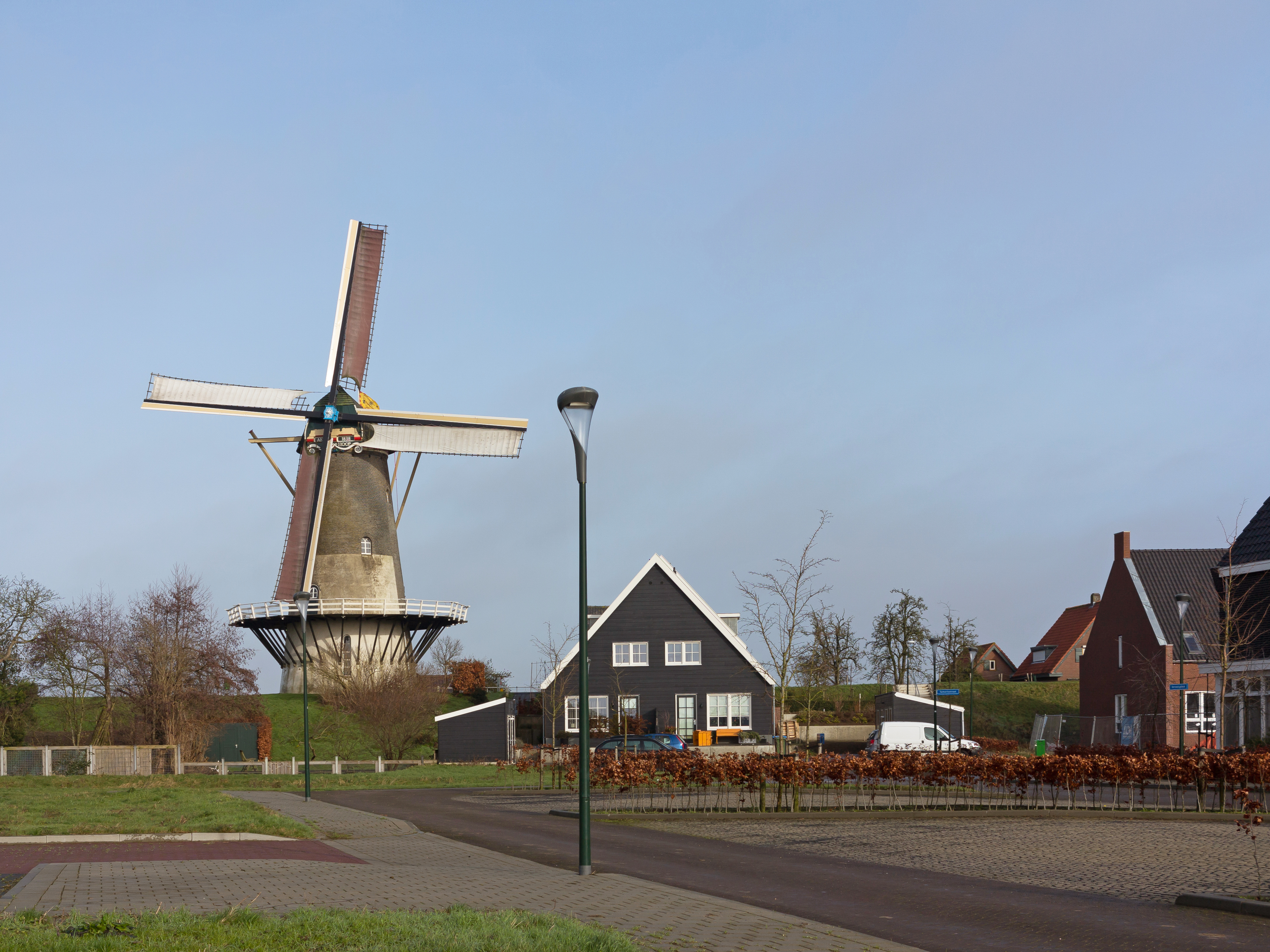
Molen de Hoop in Veen

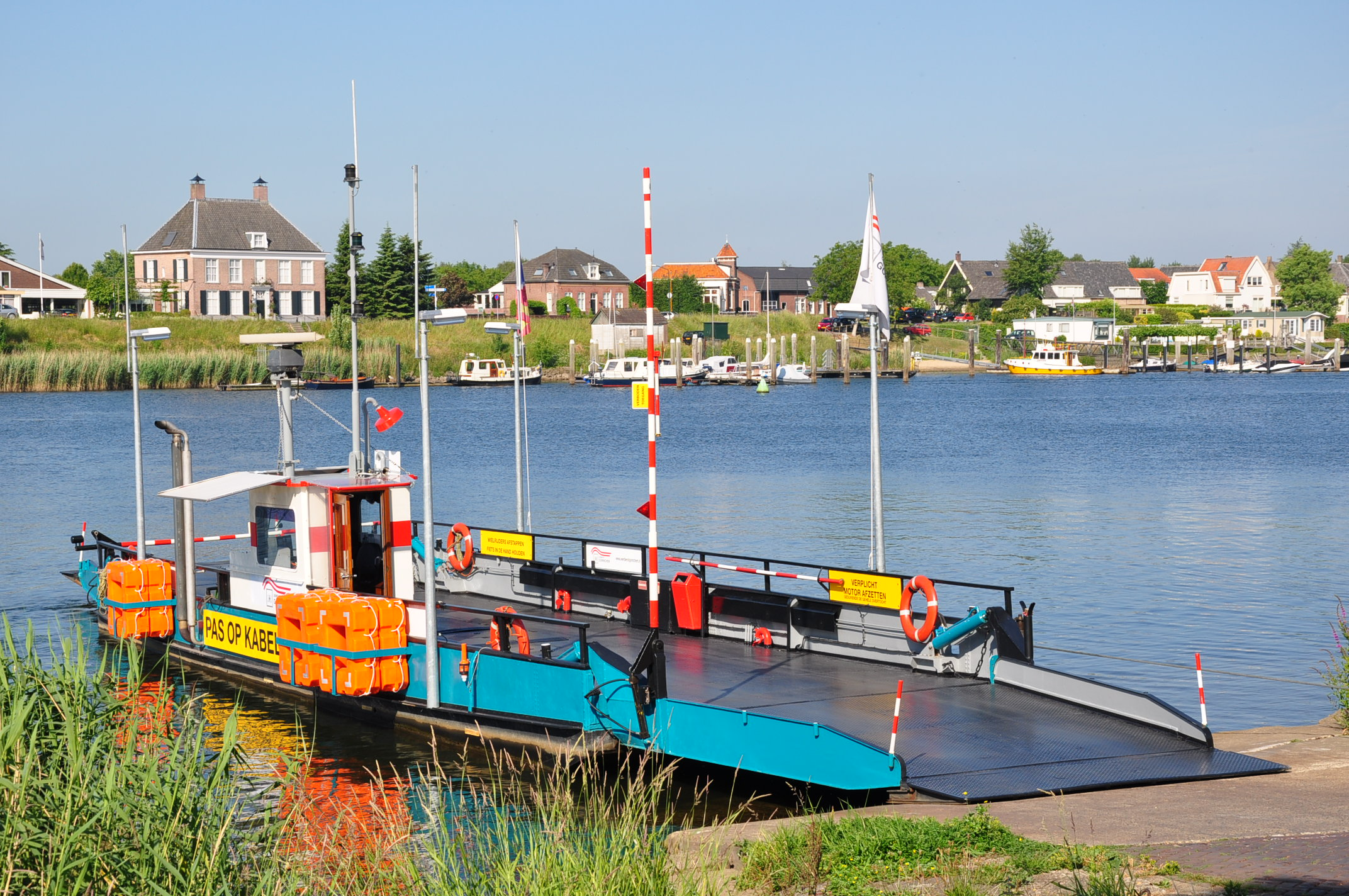
Zicht op Veen en de Afgedamde Maas, gezien vanaf Aalst (Gelderland).

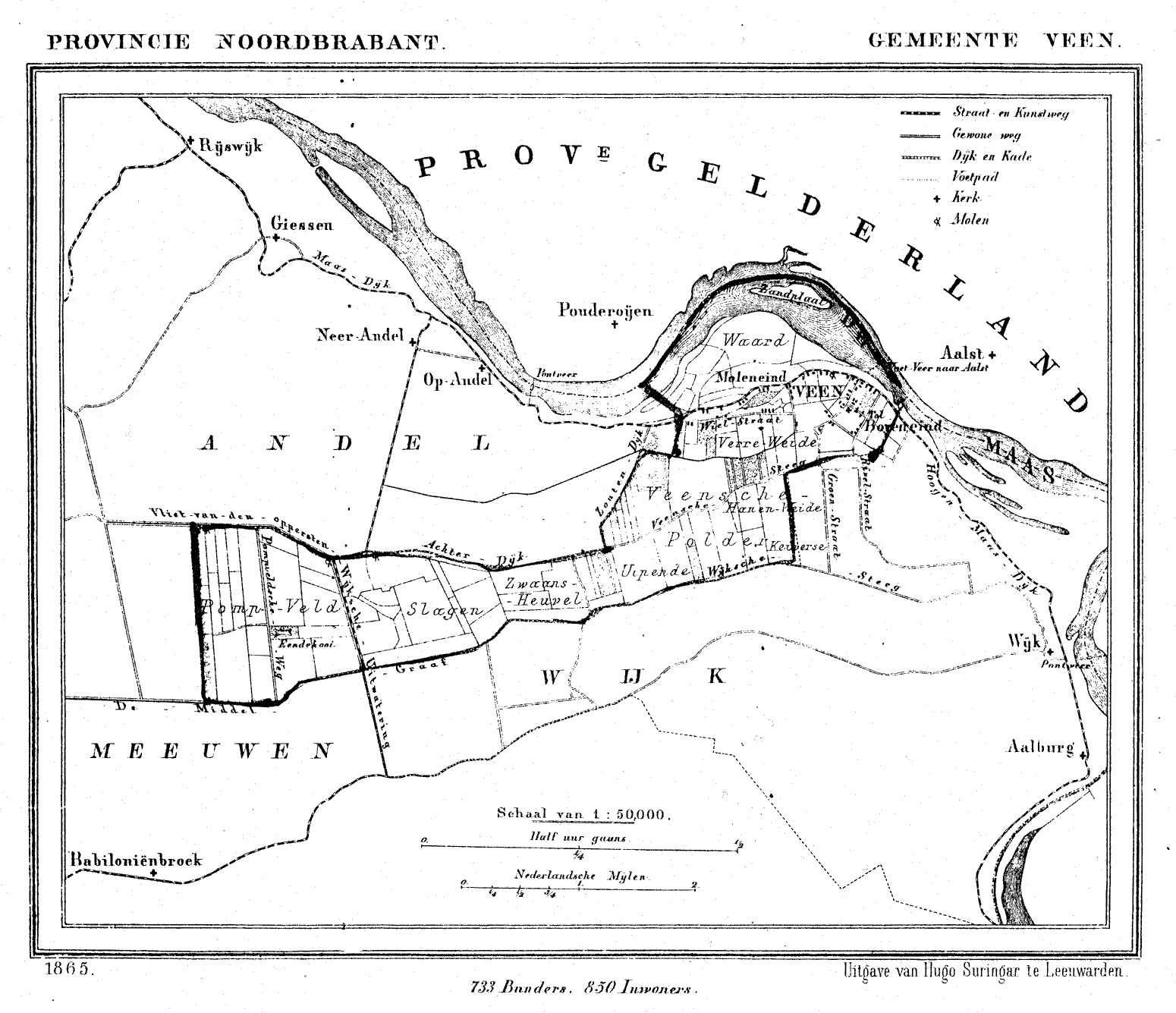
Veen in 1865.

Veen is een dorp in de gemeente Altena in de Nederlandse provincie Noord-Brabant. De voorheen zelfstandige gemeente Veen werd in 1973 bij Aalburg gevoegd, maar al vanaf 1852 werd het burgemeestersambt van Veen en van Wijk en Aalburg door dezelfde persoon vervuld. Het dorp telt 3.165 inwoners (per 1 januari 2023).
Veen is gelegen aan de Afgedamde Maas, en is een benedendorp in het Land van Heusden. Een veerpont verbindt Veen met het aan de overkant van de Afgedamde Maas gelegen Gelderse Aalst.

## Toponymie
Er wordt gedacht dat de naam Veen is afgeleid van een venige bodem. Dit is echter niet het geval. De grondgesteldheid kenmerkt zich door kleigrond (rivierklei). 

## Geschiedenis
De oudste schriftelijke vermelding van Veen (Vene) dateert uit het jaar 1108. Op 26 juni van dat jaar was ene Gerardus de Vene in Aalburg aanwezig bij een plechtige bijeenkomst van de Bisschop van Utrecht, die de kerk van Aalburg restitueert aan het Ambt van Sint-Truiden en diens voogd, graaf Floris II van Holland. Deze Gerardus was zeer waarschijnlijk de voorman van het gehucht Veen. Het oudste gedeelte van Veen was toen nog de Eng, gelegen tussen de Grotestraat en de Maasdijk en de latere Tuinstraat. Tegenover de Eng werd in het begin van de twaalfde eeuw het eerste kerkje gebouwd, de toren volgde in de dertiende eeuw.
Het plaatsje Veen werd tussen het jaar 1000 en de Sint-Elizabethsvloed van november 1421 eveneens vermeld op een kaart van de Groote Waard uit 1200. Veen ligt in deze waard, een gebied grofweg tussen Heusden en Dordrecht. Het stroompje waaraan het dorp toen lag is de Alm. Pas na 1400 veranderde het gedeelte vanaf Heusden tot Woudrichem in de Nieuwe Maas en kwam er in Giessen een splitsing naar het riviertje de Alm. Na de genoemde Sint-Elizabethsvloed veranderde dit hele gebied. Langs de riviertjes ontstonden nederzettingen die bij hoogwater dikwijls weer wegspoelden, want de dijken waren vaak te zwak.

### Ambachtheerlijkheid
Het hele gebied hoorde bij het Land van Heusden, wat weer deel was van het Graafschap Holland. Pas bij wet van 10 februari 1815 werd het definitief toegevoegd aan Noord-Brabant. Veen was een oude ambachtheerlijkheid. Dat betekende dat de heer de heerlijke rechten in leen had van de graaf van Holland. Veen was tot 1811 een rechterlijke, bestuurlijke en waterstaatkundige eenheid. De Veners werden in die tijd bestuurd door een schepenbank, bestaande uit een schout en vijf schepenen, een secretaris, twee burgemeesters en een waardman voor de polderzaken. De schepenbank had slechts de lage jurisdictie. Het dorp viel onder het drostambt van Heusden en alle zaken van criminele aard kwamen terecht bij de Heusdense schepenbank. Pas in 1780 was er sprake van een 'gerichthuijze' in Veen. In het begin van de negentiende eeuw heeft de hogere overheid geprobeerd deze zaken en functies van elkaar te scheiden, maar dit lukte niet direct. Ook toen was men al wars van ingrijpen van hogerhand. Het dorpsbestuur kwam in lokale herbergen bijeen. In 1811 kwam hier een einde aan.
De ambachtsheerlijkheid Veen bleef lang in 's-Graven boezem. Dit hield in dat de Staten van Holland rechtstreeks het gezag uitoefenden, buiten de ambachtsheer om. Wegens geldgebrek werden in 1724 de heerlijke rechten alsnog verkocht aan ene Maarten Vlaardingerwout, en in 1748 door een huwelijk kwamen ze in handen van de familie Van Kretschmar.

### Revolutie
Eind achttiende eeuw heerste er een geest van revolutie die doordrong naar het platteland. In Veen werden, net als in andere plaatsen, daarom nachtwachten ingesteld. Op zondag 23 januari 1785 maakte de predikant vanaf de kansel bekend dat op bevel van de schout elke derde man van een gezin moest opkomen om met wapens te komen oefenen. Dat lukte zo maar niet en het Veense volk kwam in opstand. Uit Den Haag werd opdracht gegeven om de oproerige bevolking tot gehoorzaamheid te dwingen. De raad moest zelf het voorbeeld geven en voorop gaan in het beginnen van de oefeningen op het plein voor de kerk. In dat jaar waren er in Veen 106 weerbare mannen tussen de 18 en 60 jaar.
In 1835 vond in de Nederlands-Hervormde gemeente een kerkscheuring plaats. Een deel van het kerkvolk ging mee met de Afscheiding van 1834 en vormde een eigen gemeente. Deze sloot zich in 1893 aan bij de kerkfusie met de Dolerenden, waarmee de Gereformeerde Kerken ontstonden. Op 5 mei 1921 maakte zij zich echter weer los uit dit verband en sloot zich aan bij de Gereformeerde Gemeenten.

## Bezienswaardigheden
- Ronde stenen stellingmolen De Hoop, uit 1838, aan de Maasdijk.
- Hervormde kerk, van oorsprong Romaans, in de 13e en 14e eeuw uitgebreid.
- Een boerderij van het Altenase dwarsdeeltype aan Grotestraat 40, uit 1831.

## Overige kerken
- De Hersteld Hervormde kerk
- De Kerk van de Gereformeerde Gemeente

## Economie
Vanouds was de landbouw van groot belang, omstreeks 1850 betrof het vooral aardappelen, en verder tarwe, rogge, gerst, haver, erwten, bonen, winterkoolzaad en vlas. Van de veeteelt was vooral de melkveehouderij van belang.
Naast een enkele katoenweverij, die reeds in 1856 sloot, kende Veen vooral ambachtelijke bedrijvigheid. Vooral van belang waren fruitdrogers, een siroopfabriek en koffiestroopbranders, hetgeen aangeeft dat ook de fruitteelt een belangrijke bron van inkomsten vormde. Ook was er wat visserij.
Aldus ontwikkelde zich ook de handel, met name in fruit en aardappelen. Transport was aanvankelijk nog moeilijk: een wekelijkse beurtvaart op Gorinchem en sinds 1923 een autobus die in een grote behoefte voorzag.

## Natuur en landschap
Veen wordt gekenmerkt door zijn ligging aan de Afgedamde Maas. Er gaat over deze rivier een veerpont naar Aalst. De naam van de veerboot is Aalst-Veen. Ten zuidoosten van het dorp en tegenover Spijk ligt de Wijkse Waard, een uiterwaard en natuurgebied. Ten noordwesten van Veen liggen enkele door zand- en grindwinning ontstane plassen. Ten zuidwesten van Veen ligt een grootschalig landbouwgebied op rivierklei, ontstaan tijdens de ruilverkaveling van de jaren 60 van de 20e eeuw.

## Eindejaarstraditie
In Veen bestaat een traditie van het in brand steken van auto's die voor de sloop bestemd zijn, telkens in de maand december. Meerdere jaren heeft dit geleid tot overlast en confrontaties met politie, brandweer en gemeente, al werd in 2018 ook een 'escalatiebeperkende' strategie toegepast waarbij de hulpdiensten zich afzijdig hielden, wat volgens de gemeente beter werkte.

## Nabijgelegen kernen
- Andel, Wijk en Aalburg, Aalst